# La Prof du bahut
Pour plus de détails, voir Fiche technique et Distribution.
La Prof du bahut (La professoressa di scienze naturali) est une comédie érotique italienne réalisée par Michele Massimo Tarantini en 1976

## Synopsis
À la suite d'un grave accident du professeur Mastrilli, une classe reste sans professeur de sciences naturelles. Elle est remplacée par Stefania Marini, dont la beauté et le charme va semer la perturbation aussi bien chez les élèves que chez leurs parents.

## Fiche technique
- Titre original : La professoressa di scienze naturali
- Titre français : La Prof du bahut
- Réalisateur : Michele Massimo Tarantini (comme Michael E. Lemick))
- Scénario : Francesco Milizia,  Marino Onorati, Marino Girolami, Aldo Grimaldi, Mauro Ivaldi, Mariano Laurenti, Franco Mercuri, Michele Massimo Tarantini
- Photographie : Angelo Filippini
- Musique : Alessandro Alessandroni
- Pays de production :  Italie
- Date de sortie : 
  - Italie : 11 aout 1976
  - France : 17 août 1977
- Durée : 90 minutes
- Genre : Comédie érotique italienne

## Distribution
- Lilli Carati : Stefania Marini, la prof remplaçante
- Michele Gammino : le baron Filippo Cacciapupolo dit Fifi
- Giacomo Rizzo : le professeur Straziota
- Alvaro Vitali : Peppino Cariglia
- Gastone Pescucci : Nicola Balsamo
- Ria De Simone : Immacolata Balsamo
- Gianfranco Barra : president Giovanni
- Marco Gelardini : Andrea Balsamo
- Gianfranco D'Angelo : Genesio
- Mario Carotenuto : Don Antonio
- Gino Pagnani : l'acheteur de préservatifs
- Adriana Facchetti : la professeur Mastrilli
- Serena Bennato : Ernesta, la soubrette
- Angela Doria : Graziella

## Autour du film
- Le film est sorti en DVD chez BAC films en 2007 préfacé par Christophe Lemaire
- Le film inclut plusieurs séquences érotiques dont deux très réussies mais n'ayant au moins pour l'une d'elles que peu de rapport avec la trame du film : celle impliquant Ria de Simone jouant nue avec des aliments et une autre impliquant Lilli Carati dans une séance aquatique.